# Amaranthus caudatus
Amaranthus caudatus, comúnmente llamada quihuicha (del quechua: kiwicha) en Perú y Bolivia, amaranto en México y Centroamérica, o moco de pavo en España, es una planta de la familia de las amarantáceas de rápido crecimiento, con hojas, tallos y flores morados, rojos y dorados. 
En México, se denomina amaranto a otras especies cultivadas del género como A. hypochondriacus y  A. cruentus.

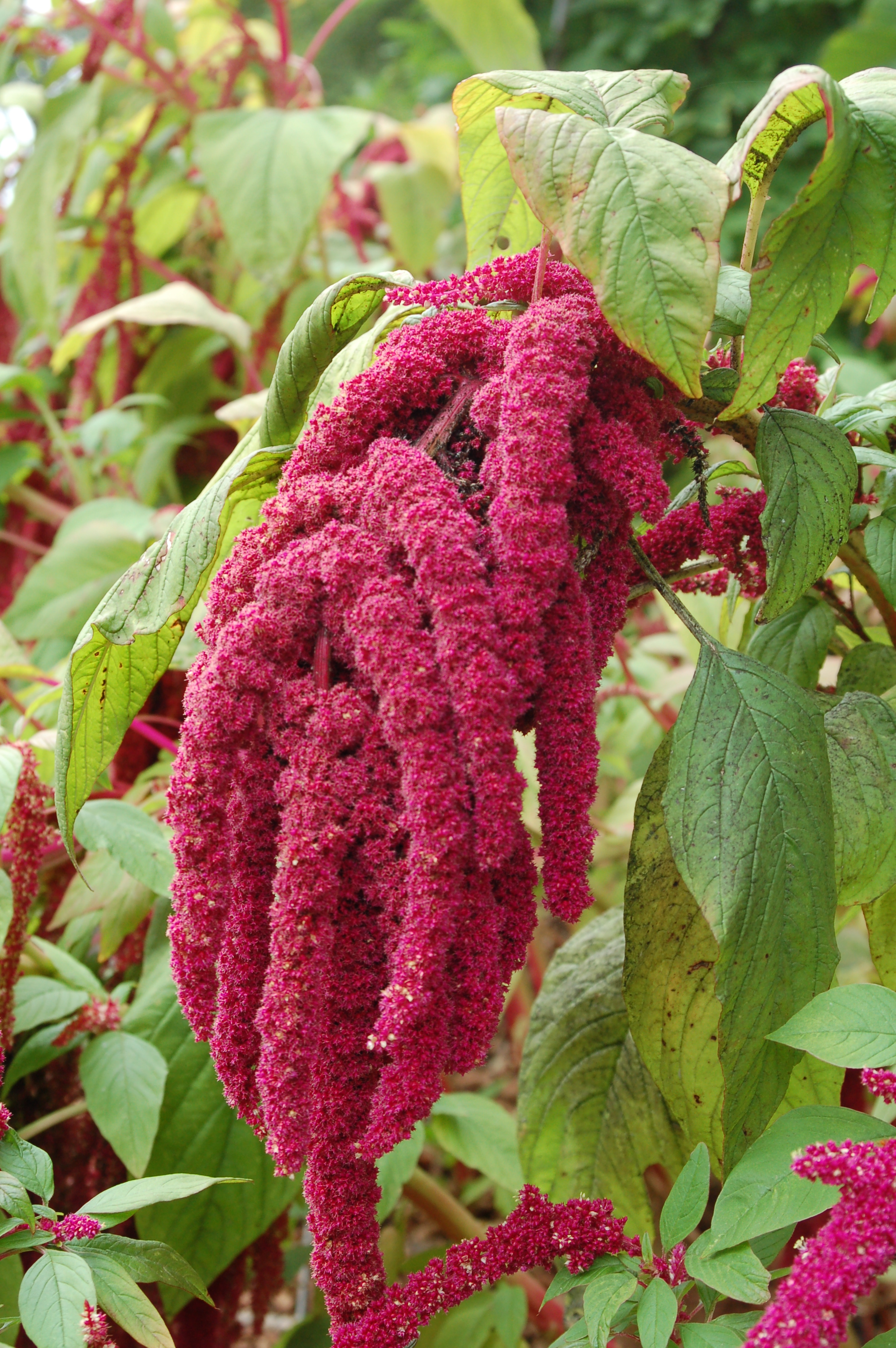
Inflorescencia

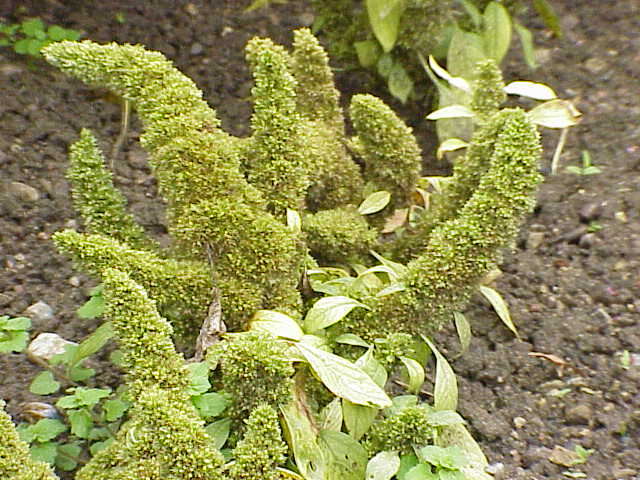
Detalle de la planta

## Descripción
El tallo central puede alcanzar de 2 a 2,5 m de altura en la madurez, a pesar de que algunas variedades son más pequeñas. Las ramas de forma cilíndrica, pueden empezar tan abajo como la base de la planta dependiendo de la variedad de esta. La raíz principal es corta y las secundarias se dirigen hacia abajo, dentro del suelo. Sus vistosas flores brotan del tallo principal, en algunos casos las inflorescencias llegan a medir 90 cm...
La planta se adapta muy fácilmente a muchos ambientes distintos, tiene muchos tipos eficientes de fotosíntesis (C4), crece rápidamente y no requiere mucho mantenimiento. Se desarrolla a una altitud entre los 1400 y los 2400 m s. n. m.

## Distribución y hábitat
A. caudatus es un cultivo autóctono de los altos Andes peruanos, cultivado durante miles de años por diversas culturas, incluyendo a los incas. Es la única especie de amaranto que puede crecer a altitudes superiores a los 2500 metros sobre el nivel del mar. A pesar de que A. caudatus había sido un alimento básico bien adaptado en la región andina durante milenios y había ofrecido importantes ventajas nutricionales a los nativos, con la llegada de los españoles en el siglo XVI, reemplazaron los cultivos de A. caudatus con trigo y cebada. Sin embargo, debido a su gran valor nutricional, A. caudatus está recuperando popularidad y volviendo a competir con los cultivos modernos. Aunque A. caudatus rara vez se reconoce fuera de los Andes, se han observado plantaciones significativas en México, China, Nepal, India y Kenia.

## Taxonomía
Amaranthus caudatus fue descrita por Carlos Linneo y la descripción publicada en Species Plantarum 2: 990. 1753.
Etimología
Amaranthus: nombre genérico que procede del griego ἀμάραντον - amaranton, que designa un Helichrysum en Dioscorides (4.57). ἀμάραντος -amarantos significa "que no se marchita". La h es un cultismo.
caudatus: epíteto latino que significa "con cola".
Sinonimia
- Amaranthus abyssinicus L.H.Bailey
- Amaranthus alopecurus Hochst. ex A.Br. & C.D.Bouché
- Amaranthus cararu Moq.
- Amaranthus caudatus var. albiflorus Moq.
- Amaranthus caudatus var. alopecurus Moq.
- Amaranthus caudatus subsp. mantegazzianus (Pass.) Hanelt
- Amaranthus caudatus var. maximus (Mill.) Moq.
- Amaranthus caudatus subsp. saueri
- Amaranthus edulis Speg.
- Amaranthus edulis var. spadiceus Hunz.
- Amaranthus mantegazzianus Pass.
- Amaranthus maximus Mill.
- Amaranthus pendulinus Moq.
- Amaranthus pendulus Moq.
- Euxolus arvensis Rojas Acosta[9]

## Importancia económica y cultural

### Origen
Amaranthus caudatus ha sido encontrada al lado de tumbas andinas de más de cinco mil años de antigüedad en el actual Perú. Aunque es considerada un cultivo rústico, se estima que ha sido totalmente domesticada desde hace milenios.

## Usos
Con la harina del grano de quihuicha se hacen pan ácimo, tortillas y chapatís. La harina del grano entero o tostado es utilizada como cereal para el desayuno,  para panes y panecillos.

## Composición y valor nutricional
Las semillas contienen de un 13 a un 18% de proteínas y un alto nivel de leucina, aminoácido esencial para la nutrición. El grano de quihuicha tiene un contenido de calcio, fósforo, hierro, potasio, zinc, vitamina E y complejo de vitamina B. Su fibra, comparada con la del trigo y otros cereales es muy fina y suave. No es necesario separarla de la harina; es más, juntas constituyen una gran fuente de energía.
Valor alimenticio de la quihuicha comparado con otros alimentos:
| Alimento/Composición     | proteína % | leucina % | carbohidratos % | calcio (mg/100 g) | hierro (mg/100g) | fósforo (mg/100g) |
| ------------------------ | ---------- | --------- | --------------- | ----------------- | ---------------- | ----------------- |
| Quihuicha/amaranto       | 14.0       | 0.85      | 65              | 236               | 10.0             | 455               |
| Quinua                   | 14.1       | ?         | 64              | 47                | 4.6              | 457               |
| Centeno                  | 13.0       | 0.40      | 73              | 38                | 2.6              | 376               |
| Alforfón/Trigo sarraceno | 12.0       | 0.58      | 72              | 33                | 2.8              | 282               |
| Arroz                    | 7.0        | 0.27      | 77              | 32                | 1.6              | 360               |
| Leche                    | 3.5        | 0.49      | 5               | 118               | ~0               | 93                |
| Soja                     | 36.49      | 3.31      | 30              | 277               | 15.7             | 704               |

La quihuicha llamó la atención de la NASA por sus grandes propiedades nutricionales, por lo cual se la ha incluido en la dieta de los astronautas.

## Crecimiento de la producción
El Amaranthus caudatus es cada vez más popular en los Andes, y paulatinamente su exportación está creciendo sostenidamente.

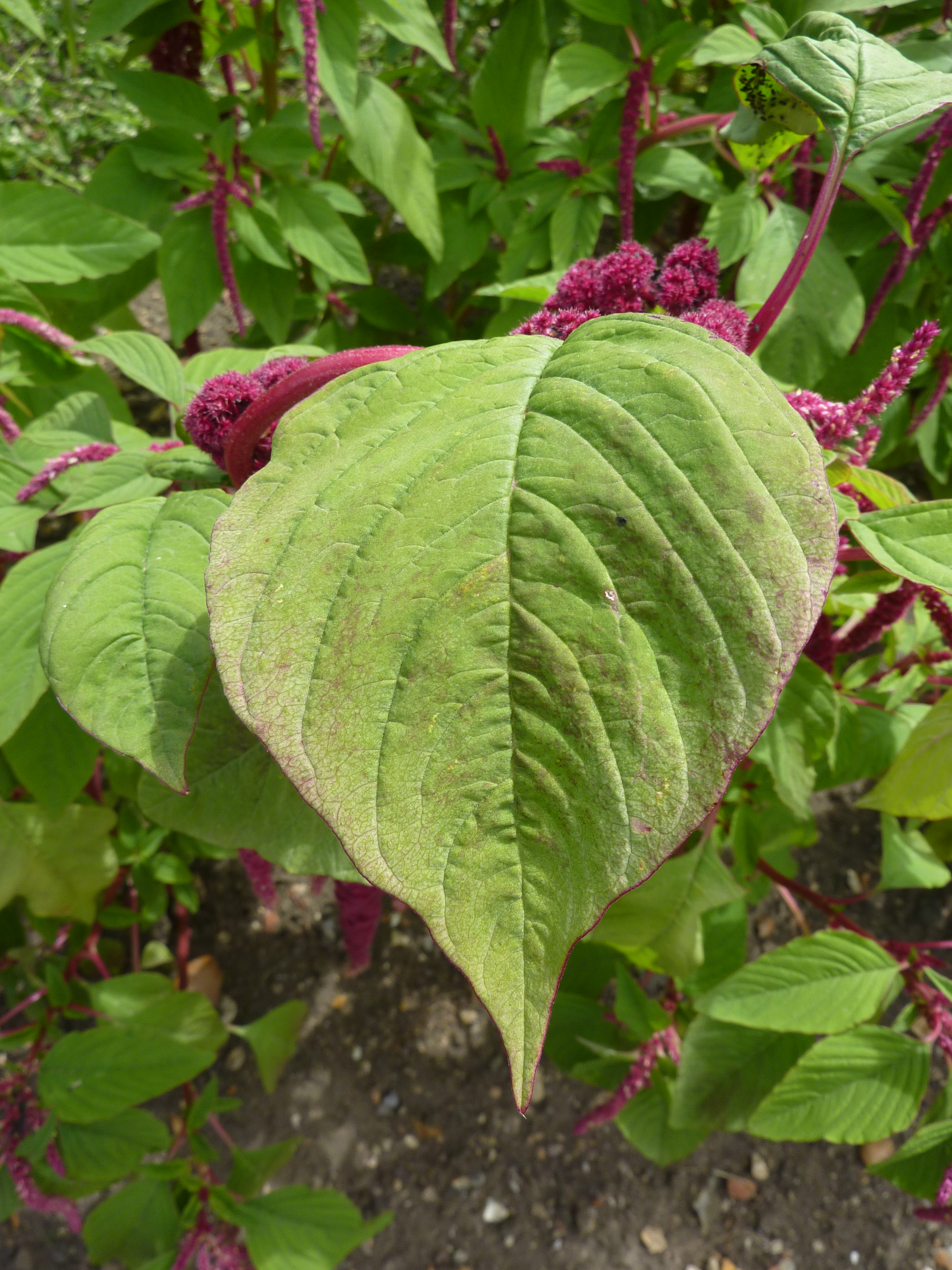
Hojas

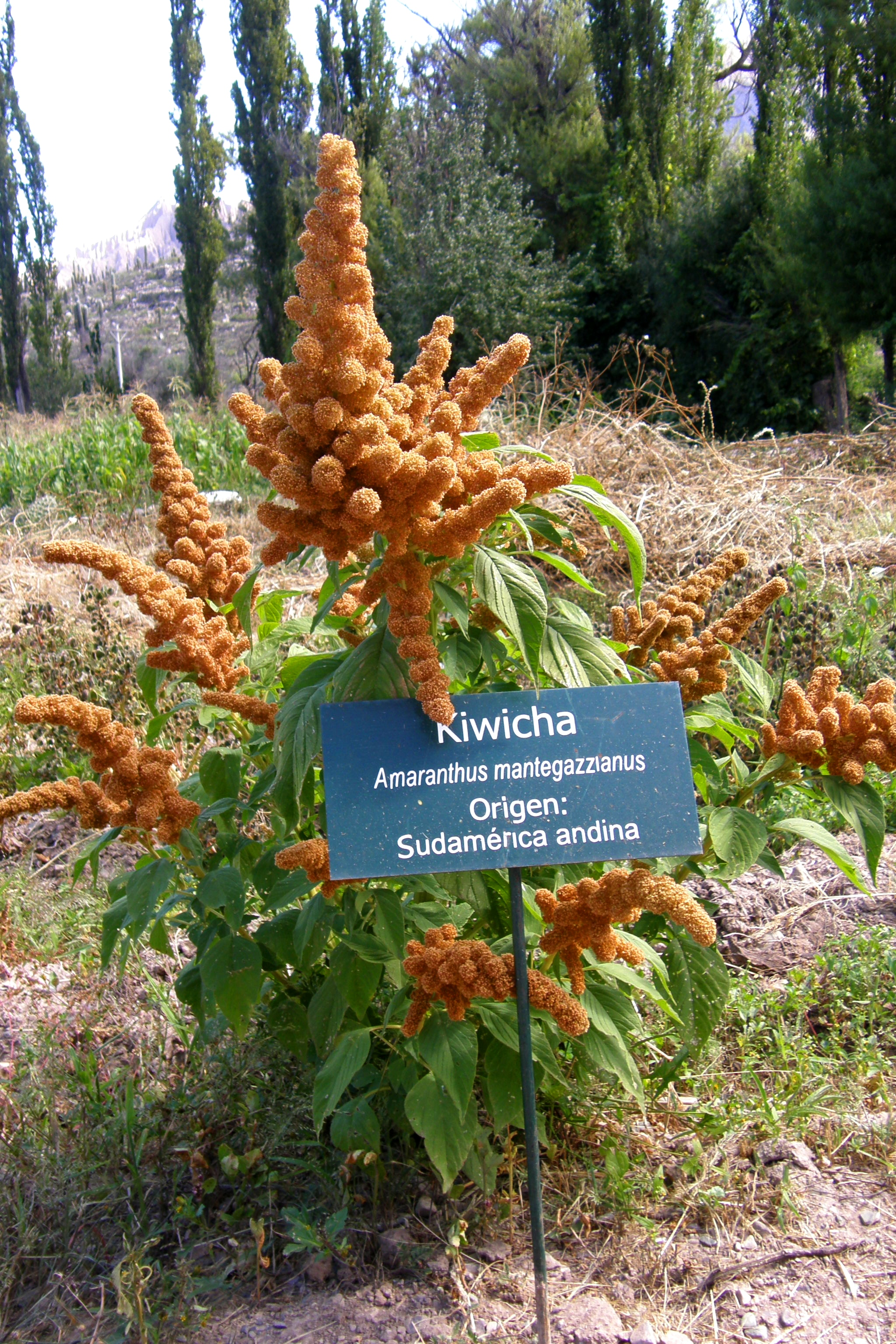
Vista de la planta

## Controversia
Actualmente el amaranto inca o quihuicha (Amaranthus caudatus) se está convirtiendo en un problema para cultivos como el de la soja, debido a que esta especie de amaranto es altamente resistente a herbicidas como el glifosato. Los intereses de grandes compañías en el cultivo de soja transgénica están convirtiendo un alimento muy rico en una mala hierba a ojos de la industria alimenticia.

## Nombres comunes
- Aimara: Kiwicha, amarantu, trigu inka, achis, achita, chaqilla, sankuracha, burlas.
- Quechua: Kiwicha, inka hakatu, ataku, sankurachi, hawarcha (Ecuador), millmi, quymi
- Nota: el nombre kiwicha también suele aplicársele a otra planta comestible que prospera naturalmente en las mismas regiones, la Chenopodium quinoa.
- Español: Quihuicha, chenille, cresta de gallo, rabo de gato, rabo de mono.